# Кривоствольна зброя
Кривоствольна зброя — зброя з непрямим стволом для ведення вогню з укриття.

## Історія походження
В 1868 р. російський генерал Н. В. Маієвський, професор балістики Михайлівської артилерійської академії, запропонував проект кривоствольной гармати. Щоправда, робив це з метою збільшення дальності стрільби дисковим снарядом. При пострілі з гармати з зігнутим догори каналом ствола, снаряд дисковидної форми, встановлений на ребро, притискався відцентровою силою до нижньої частини ствола і отримував необхідне обертання, якого домагалися конструктори. Одну таку гармату виготовили. Експериментальні стрільби, проведені в 1871—1873 рр., підтвердили правильність розрахунків: дископодібний снаряд масою 3,5 кг із початковою швидкістю 480 м/с, пролетів 2500 м, тоді як звичайне ядро тієї ж маси за тих самих умов — лише 500 м. Але, головне, — у цьому експерименті було доведено реальність ведення вогню з кривоствольної зброї.
Проте реалізація ідеї почалась у XX столітті. Першим, хто вигадав спосіб реалізації, була Німеччина, яка вела постійні війни і була зацікавлена у збереженні своїх солдатів та поразці більшої кількості солдатів супротивника. У Першу світову війну фіни вигадали для гвинтівки Мосіна пристосування з перископом.
Після Другої світової війни у країнах Заходу пішли шляхом створення спеціальних насадок на ствол штатного озброєння, в СРСР же реалізовували ідею кривоствольної зброї буквально.
Хоча ідея кривоствольної зброї не набула широкого поширення, проте можливість ураження цілей потайно і без небезпеки для стрільця дуже важлива при проведенні контртерористичних операцій.

## Німеччина

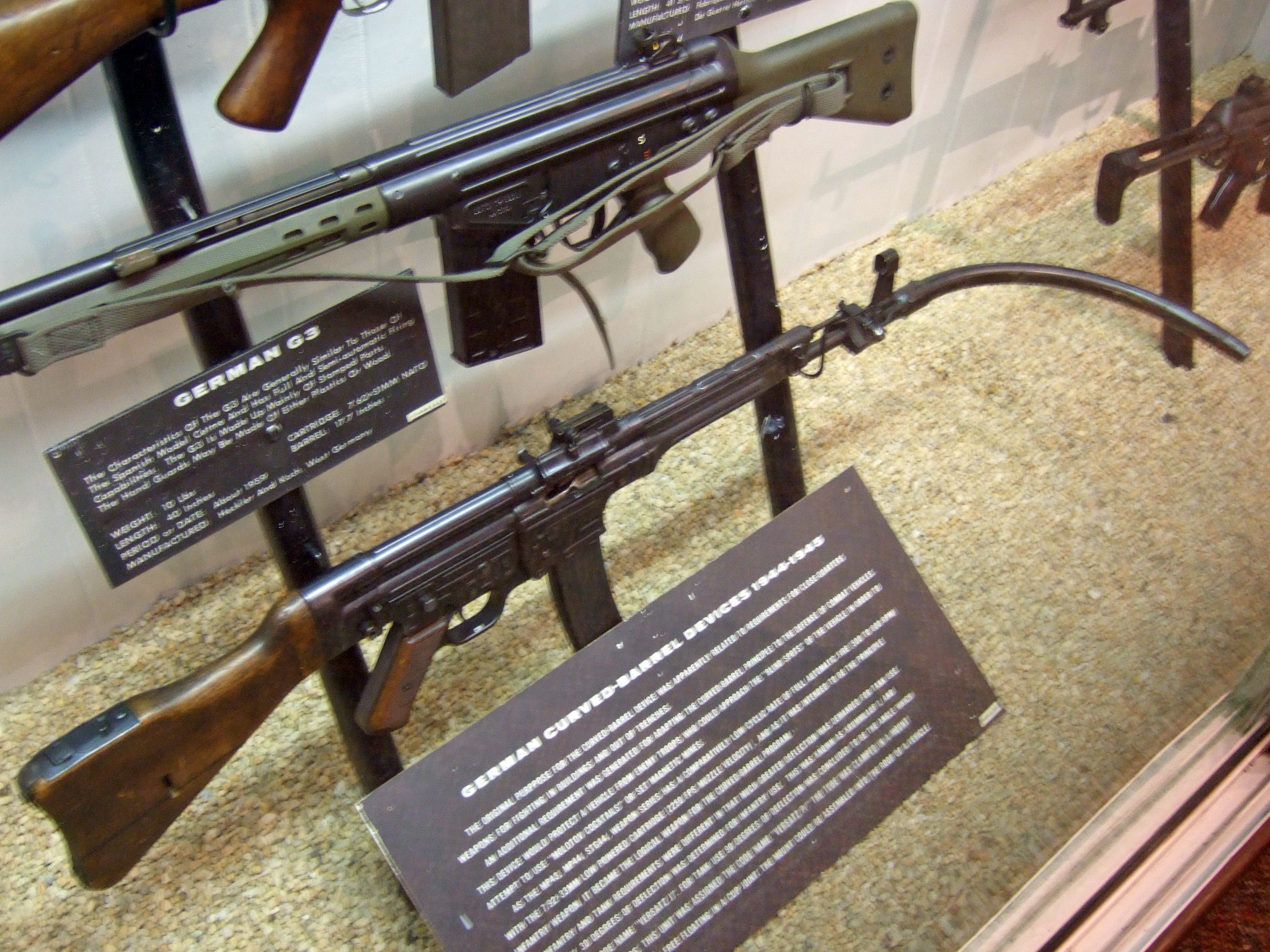
Пристрій для стрільби з укриттів «Krummlauf»

Німці в 1943 році офіційно використали пристосування для стрільби з укриттів. Krummerlauf («Зігнутий ствол»). Цих пристроїв було виготовлено від півтори до восьми тисяч штук. У 1943 році вермахт також прийняв на озброєння пристосування для стрілянини через укриття з гвинтівки Mauser 98k і з самозарядної гвинтівки Gewehr 41, що являло собою модернізацію пристосувань першої світової. Складалося воно із трьох основних частин — приклада, корпусу та перископічного прицілу. У радянській пропаганді ця зброя називалася «зрадницькою» і «для боягузливої стрілянини з-за рогу». «Круммлауф» встановлювався і на автомати StG-44: така зброя використовувалася силами фольксштурму та вермахту для боїв у міських умовах.
Німець К.Хорн, співробітник відомої німецької збройової фірми «Хеклер унд Кох», запатентував у 1981 році кулемет, що встановлюється над люком члена екіпажу та дистанційно керований ним знизу, з бойового відділення машини, при закритому люку.

## СССР та Росія
У СРСР кривовільна зброя з'явилася у 1940-ті роки. Відомо, що стволи викривляли біля кулемета Горюнова. Займалися цими експериментами М. Ф. Макаров та К. Г. Куренков. Криволінійні кулемети призначалися насамперед для танкістів, щоб вони могли прострілювати простір навколо танка. Цілком ймовірно, що масове застосування кривоствольного озброєння планувалося на укріплених дотами рубежах (наприклад, у укріпрайонах ДФО), в яких передбачалися спеціальні виносні вежі під подібні види стрілецької зброї (згадка про це можна знайти в описі різних типів фортифікаційних споруд СРСР).
1954 року почалося масове будівництво укріплених районів (УР) вздовж південного кордону СРСР. Вже тоді будувалися т. зв. вогневі точки БУК (броньована установка кривоствольна), на озброєнні яких складався модернізований кривовільний кулемет системи Горюнова зразка 1947 року, що дійшов до наших днів. 7,62-мм ствол має кут нахилу 55° і здатний вести вогонь прямим наведенням через перископічний приціл і т.з. закритої вогневої позиції, оскільки має градуювання поворотного лімба та кута підйому ствола. Для вказівки в бою застосовуються запальні патрони ПЗ (за нормативом стрічка споряджається патронами з ЛПС і ПЗ як 1:3, тобто кожен четвертий), оскільки трасують кулі через потовщення не проходять кут нахилу ствола. Тіло кулемета комплектується шістьма змінними стволами, які змінюються через 500 пострілів (дві стрічки по 250 набоїв) через нагрівання. За нормативом 1988 року зміна ствола 14 сек. Кулемет може вести вогонь, вражаючи мету діаметром 200 мм на відстані 1500—2000 м практично з першої черги (при правильній пристрілки кулемета). Застосовуючи патрони Б-32 (бронебійно-розривні), можна вражати легкоброньовані цілі, наскрізні (пробивають до 10 мм броні). Градуювання перископічного прицілу закінчується відміткою 2000 м.
Кулемет СГ-43 (станковий Горюнова) з кутом викривлення до 60° встановлювався в пружинних вежах (вежа утоплювалася в оборонну споруду при наїзді бронетанкової техніки і під дією пружини поверталася у вихідне положення для відображення атаки піхоти, що супроводжує танки). Ручний кулемет Калашнікова з кутом викривлення до 90 ° був розроблений для обстрілу мертвих зон бронетанкової техніки. Ручний кулемет Дегтярьова з кутом викривлення до 45 ° був розроблений для піхотних підрозділів. У 1950 році Редкозубов винайшов «приціл вище за голову», де приклад і перископ були складними.
У 1995 році російський конструктор Олександр Голодяєв розробив волоконно-оптичну насадку на приціл. Об'єктив насадки кріпиться на окуляр прицілу; об'єктив прицілу кріпиться на зброї, а окуляр безпосередньо перед оком стрілка. Тепер можна вести прицільний вогонь, лише виставивши з укриття руку. Проведені випробування на полігоні «Ржевка» дали успішні результати. На дистанції 100 м купчастість стрільби 3 серіями по 20 пострілів була до 200 мм з АК та СВД. Причому при стрільбі з АК з прицілом 1ПН51 купчастість була однакова як з насадкою, так і без неї лежачи. Після публікацій у пресі про роботу Голодяєва конструктори НВО «Спецтехніка та зв'язок» розробили пристрій «Привід», що об'єднав кріплення до зброї часів Першої та Другої світових воєн зі світловодним прицілом.
У 2015—2018 р.р. в Науково-Технічному Центрі Союзу Козаків Росії (НТЦ СКР) Павловим С. Н. і Семеновим А. Г. була проведена розробка ряду кривоствольних револьверів з циліндричним, конічним та дисковим барабаном, а також пістолет із стрічковим живленням. Також був розроблений автоматичний кривоствольний револьвер з рухомим барабаном.
У револьверах з барабанами ствол був викривлений у вертикальній площині та введений у рукоятку зброї, в якій знаходився барабан. Таке компонування дозволяє збільшити довжину ствола при рівних з пістолетом габаритах приблизно в 1,5 рази (для порівняння було взято пістолет ПМ).
Крім збільшення довжини ствола і збільшення початкової швидкості кулі таке компонування дозволяє знизити лінію ствола, а також компенсувати перекидальний момент віддачі, силою тертя, що виникає при проходженні кулею вигнутої ділянки.
У пістолеті зі стрічковим харчуванням вигин початкової ділянки ствола було зроблено з метою поліпшення ергономічних якостей зброї.
За результатами розробок було отримано низку патентів.

## Ізраїль
Ізраїльські конструктори за три роки розробили систему Corner Shot, яку наразі тестують спецнази 15 країн світу, включаючи Росію. Фірма Corner Shot Holdings LLC, що базується у Флориді, відома завдяки винахіднику, ветерану сил спеціального призначення Амосу Голану (Amos Golan). Його система Corner Shot вигнутого ствола не має, а «розламується» на дві основні частини і являє собою з'єднані шарнірно стріляючий механізм (пістолети Colt, Glock, Sig Sauer, CZ, Beretta, гвинтівка M16 або пристосування для стрільби балончиками зі сльозогінним газом або гумовими) та пульт керування з відеокамерою, кольоровим РК-дисплеєм, ліхтарем, інфрачервоним або видимим лазерним покажчиком, глушником та полум'ягасником. Кут повороту стріляючого механізму до 63 °.

## США
У 1950 році американський інженер С. Дуглас запатентував «окопну» рушницю, що націлюється за допомогою перископа. Історія кривоствольної зброї знає й анекдотичні винаходи. Ще 1917 року американський винахідник Альберт Пратт запатентував шолом-пістолет. Ствол пістолета розташовувався поверх голови бійця, а прицільний щиток перед обличчям допомагав точно прицілитися. Щоб вистрілити, стрілець мав дмухати в спеціальну трубку, з'єднану з надувною «грушею» за куркою. «Груша» розширювалася і спускала курок. Насправді ж віддача пістолета під час пострілу зламала б стрілку шию. Інший американець, А. Б. Де Саларді в 1953 довів попередній винахід до пістолета-кулемету. Зброя також монтується безпосередньо на касці бійця. Той самий перископ і гнучка трубка. Досить сильно дмухнути в мундштук — і зброя негайно відкриває вогонь. Далі за винаходом новий кулемет не пішов.

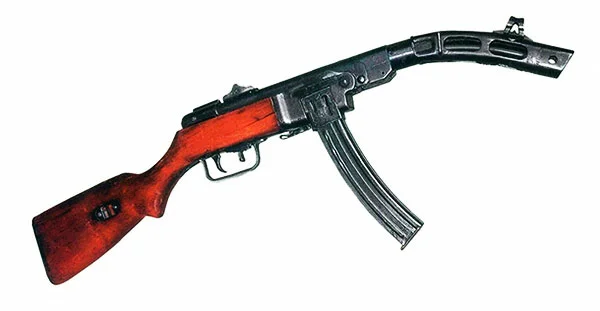
Кривоствольний автомат.

Сьогодні в США посилено розробляється «кривоприцільна» система за програмою «солдат майбутнього», таку як дистанційно керовану снайперську гвинтівку TRAP T2 (Telepresent Rapid Aiming Platform), яка керується з виносного пульта та забезпечує огляд місцевості, наведення зброї на виявлені цілі та передачу відеоінформації. Командні пункти підрозділів.
Вже кілька років кривовільна зброя випробовується в рамках програми Land Warrior EMD (комплексна програма розробки озброєння, спорядження та оснащення сухопутних військ) як доповнення до двоканального прицільного блоку для стрілецької зброї.